# Jarnac-Champagne
 Jarnac-Champagne  es una población y comuna francesa, situada en la región de Poitou-Charentes, departamento de Charente Marítimo, en el distrito de Jonzac y cantón de Archiac.

## Demografía
| 825 | 846 | 762 | 730 | 713 | 727 |
| Para los censos de 1962 a 1999 la población legal corresponde a la población sin duplicidades (Fuente: INSEE [Consultar]) |     |     |     |     |     |